# Reichsschule Feldafing
Die Reichsschule Feldafing war eine Schule aus der NS-Zeit in Feldafing. Sie wurde am 1. April 1934 als sechsklassige (später neunklassige) Nationalsozialistische Deutsche Oberschule Starnberger See gegründet und befand sich zunächst in mehreren Villen in Feldafing am Starnberger See. Die Schule wurde am 23. April 1945 aufgelöst.

## Geschichte
Die Schule hatte zunächst ihren Sitz in einer Villa über dem Starnberger See, bevor sie zu einer Privatschule der SA-Führung wurde. Sie wurde am 1. April 1934 von Ernst Röhm eröffnet. Die Schule wurde zu Anfang mit Militärspinden und -betten eingerichtet. Die Lehrer waren SA-Mitglieder und es wurde nach staatlichen Lehrplänen mit Wehrsport unterrichtet. Nach dem Reichsausleseverfahren konnte jeder Reichsgau jährlich drei Kandidaten nach Feldafing schicken, nur Berlin und München je fünf. Bei entsprechender „Eignung“ wurden bei der Aufnahme von Schülern „in erster Linie berücksichtigt“:
1. Söhne von alten und verdienten Kämpfern;
2. Söhne von Frontkämpfern, besonders schwerbeschädigten Kriegsteilnehmern;
3. Söhne von Auslandsdeutschen.

Das ehemalige, heute zu Appartement-Wohnungen umgebaute Schulgebäude diente als Verwaltungsgebäude für die Reichsschule. Nach dem Krieg wurde das Gebäude bis 1978 als Schulhaus des Internats „Institut Dr. Greite“ genutzt, das von dem ehemaligen SS-Sturmbannführer Walter Greite (1907–1984) geleitet wurde.
1938 bezog die Schule nach Plänen von Alois Degano einen Neubau und wurde in Reichsschule der NSDAP Feldafing (RSF) umbenannt. Die Schule stand unter der Schirmherrschaft der Parteikanzlei der NSDAP. Auf einem benachbarten Grundstück wurde 1942 ein Außenlager des Konzentrationslagers Dachau eingerichtet.
Die Schule wurde am 23. April 1945 aufgelöst, manche ihre Schüler wurden nach dem Zweiten Weltkrieg auf Anordnung der Besatzungsmächte bis zum Jahre 1949 vom höheren Bildungsweg ausgeschlossen, allerdings hat der Feldafinger Schüler Alfred Herrhausen 1948 sein Abitur an einem Essener Gymnasium abgelegt.
Auf dem Gelände der Reichsschule wurde von der US-Militärverwaltung das DP-Lager Feldafing zur Unterbringung jüdischer so genannter Displaced Persons eingerichtet. Das Lager wurde 1951 aufgelöst und stand mehrere Jahre leer.
Nach ihrer Aufstellung im Jahr 1956 übernahm die Bundeswehr das Gelände. Die zuerst in Sonthofen aufgestellte Fernmeldeschule und Fachschule des Heeres für Elektrotechnik wurde 1959 nach dem Abschluss von Renovierung und Umbau der Liegenschaft nach Feldafing verlegt.
Auf dem Gelände befindet sich auch das „Villino“, ein 1912 errichtetes Haus, an dem auch der Schriftsteller Thomas Mann zeitweise einen Anteil besessen hatte.

## Funktion
Die Schule war Teil des Systems der nationalsozialistischen Ausleseschulen zur Heranbildung einer Elite im Sinne des nationalsozialistischen Erziehungssystems.

## Ehemalige Schüler
Bekannte Schüler waren unter anderen der Bankier Alfred Herrhausen, die Journalisten Jochen Steinmayr, Otto Schuster und Werner Holzer sowie Adolf Martin Bormann, der Sohn Martin Bormanns.